# Tây Pasaman
West Pasaman là một huyện (kabupaten) thuộc tỉnh Tây Sumatra, Indonesia. Huyện lỵ đóng ở. Huyện có diện tích 3879 km2, sân số theo điều tra năm 2004 là 290.000 người.

## Các đơn vị hành chính
Huyện gồm có 11 phó huyện hành chính (kecamatan) sau:
Gunung Tuleh • Kinali • Lembah Melintang • Luhak Nan Duo • Pasaman • Ranah Balingka • Ranah Batahan • Sasak Ranah Pesisir • Sungai Aur • Sungai Beremas • Talamau